# Sumihai járás

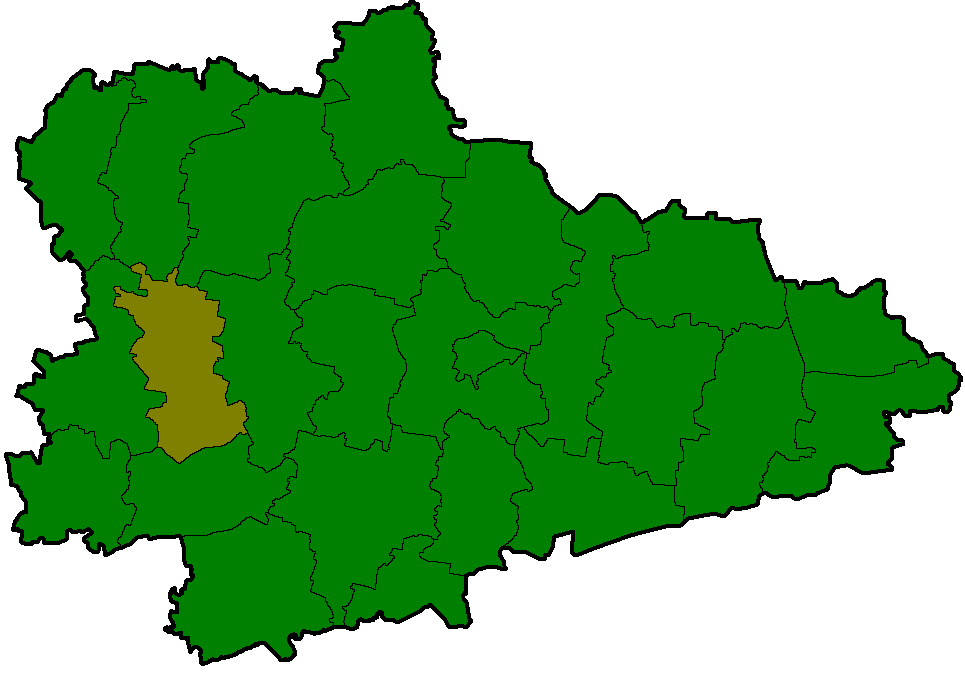
A Sumihai járás a Kurgani területen

A Sumihai járás (oroszul Шумихинский район) Oroszország egyik járása a Kurgani területen. Székhelye Sumiha.

## Népesség
- 1989-ben 38 122 lakosa volt.
- 2002-ben 33 051 lakosa volt.
- 2010-ben 28 499 lakosa volt, melyből 26 381 orosz, 899 tatár, 353 baskír, 222 ukrán, 125 fehérorosz, 106 kazah, 59 német, 57 udmurt, 46 cigány, 32 csuvas, 21 mordvin, 18 moldáv stb.